# Mandirola
Mandirola es un género con cinco especies de plantas herbáceas perteneciente a la familia Gesneriaceae. Es originario de Brasil.

## Descripción
Son  plantas herbáceas, perennes, con rizomas escamosos. Tallo erecto. Las hojas opuestas o ternadas, ±  pecioladas, la lámina con 5-6 pares de venas. Flores en cimas axilares,  a menudo con un pedúnculo corto, o solitaria, muy vistosas. Sépalos libres. Corola de color rosado, lila o morado. El fruto es una cápsula seca con numerosas semillas.

## Etimología
El nombre del  género fue otorgado en honor de Agustín Mandirola, que en 1652 describió por primera vez la propagación del naranjo por esquejes. 

## Especies
- Mandirola ichthyostoma
- Mandirola lanata
- Mandirola multiflora
- Mandirola roezlii
- Mandirola seemannii